# Pico Simón Bolívar
Der Pico Simón Bolívar ist zusammen mit dem Pico Cristóbal Colón der höchste Berg Kolumbiens. Beide Gipfel liegen im Gebirge der Sierra Nevada de Santa Marta in der Región Caribe und sind 5775 m hoch. 
Beide Berge liegen nur ca. 46 km vom Karibischen Meer entfernt auf dem Gebiet der Gemeinde Santa Marta im Departamento del Magdalena.